# Elly Holmberg
Elly Holmberg,  egentligen Elly Maria Liebgott Tropp, född Holmberg 28 oktober 1903 i Maria Magdalena församling i Stockholm, död 12 oktober 2001 i Österhaninge församling i Stockholms län, var en svensk dansare.

## Biografi
Holmberg studerade vid Kungliga teatern 1914. Hon engagerades som sekonddansös 1920 och var premiärdansös 1922–1949. 
Hon var dotter till skofabrikören Mauritz Holmberg och Elin Liebgott samt gift med balettmästaren Sven Tropp från 1926 till hans död 1964. De är begravda på Norra begravningsplatsen utanför Stockholm.

## Filmografi (urval)
- 1924 – Folket i Simlångsdalen
- 1925 – En afton hos Gustaf III på Stockholms slott
- 1925 – Två konungar
- 1926 – Bröllopet i Bränna

## Teater

### Roller
| År   | Roll                | Produktion           | Regi          | Teater   |
| 1928 | Drottning Näktergal | Fåglarna Aristofanes | Olof Molander | Dramaten |

## Rollfoton

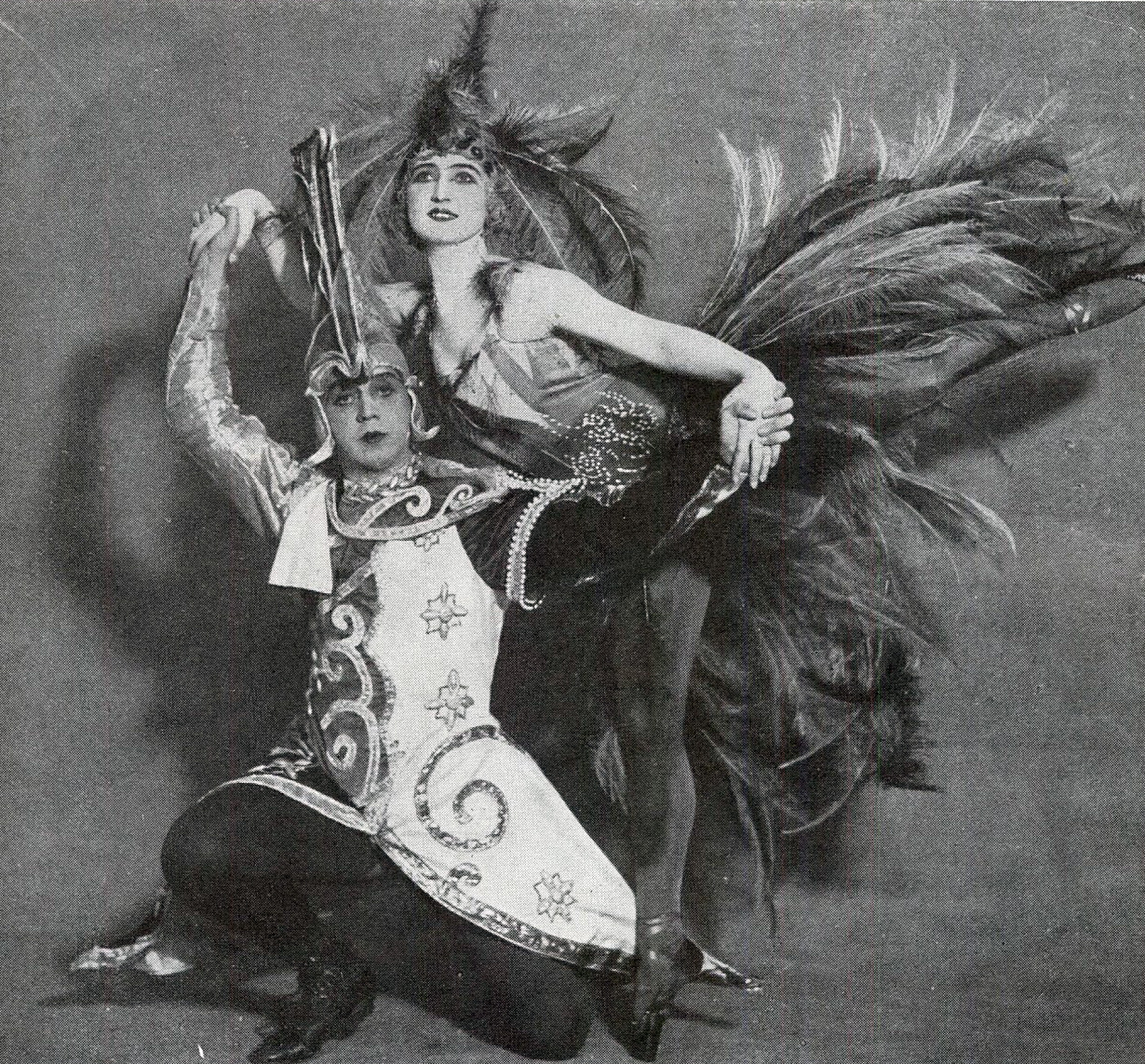
Tillsammans med Sven Tropp i Eldfågeln 1927
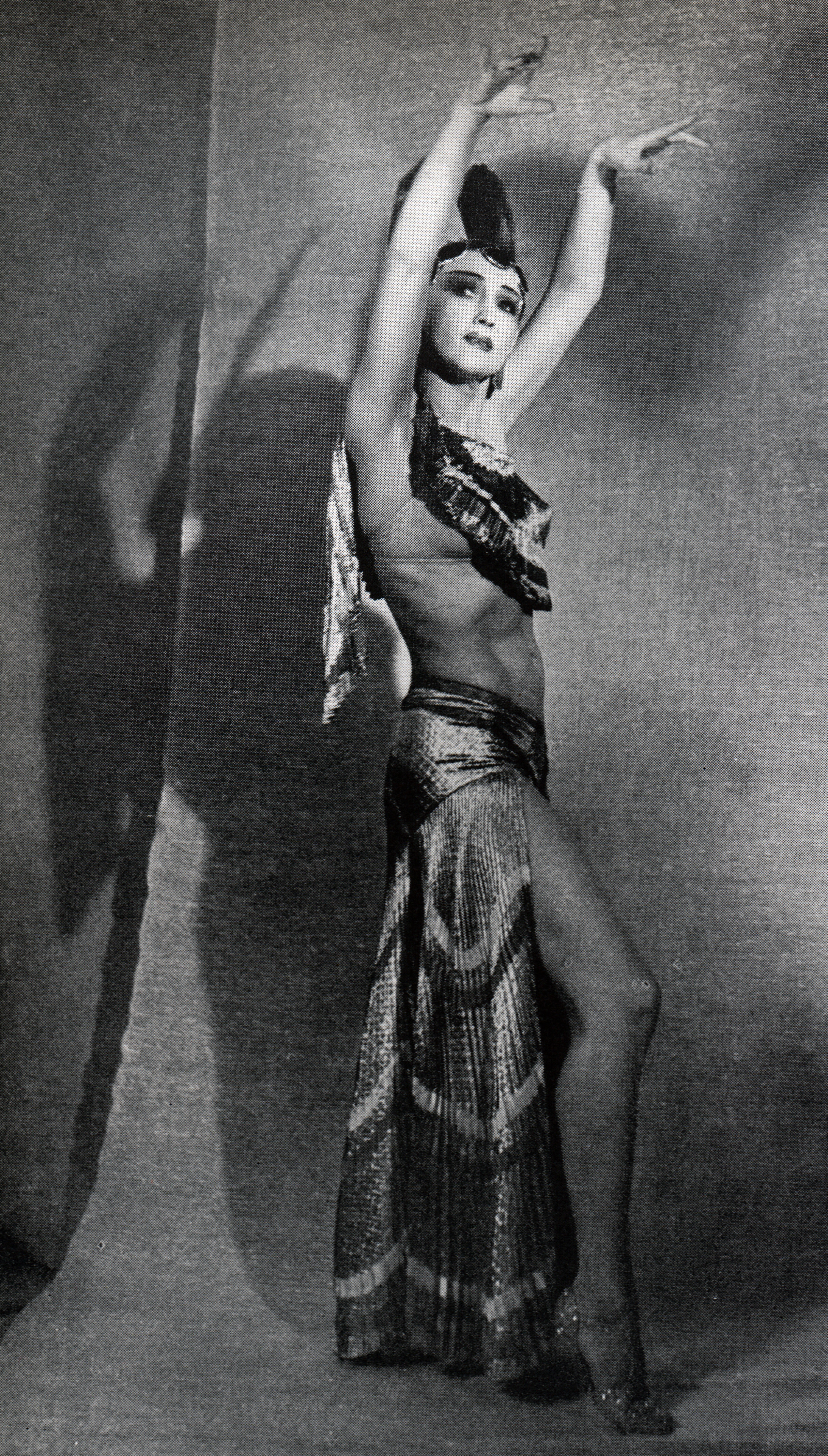
I Den sköna Helena 1944